# Podchlazení (termodynamika)
Podchlazení je proces ochlazení kapaliny pod její teplotu tání, aniž by přitom došlo k jejímu ztuhnutí.

## Obecné principy
Kapalina při teplotě nižší než bod tuhnutí krystalizuje v přítomnosti nukleačních center, v jejichž okolí vzniká krystalová struktura. V situaci, kdy taková centra nejsou k dispozici, však může přetrvat kapalná fáze až do teploty, kdy dojde k homogenní nukleaci a krystalizaci v celém krystalu. Homogenní nukleace u amorfní látky může nastat při teplotě vyšší, než je teplota skelného přechodu.

## Podchlazení vody
Voda má teplotu bodu mrazu 273,15 K (0 °C, 32 °F), avšak při normálním tlaku ji lze podchladit až na hodnotu 231 K (-42,55 °C). Je-li ochlazována rychlostí přibližně 106 K/s, k nukleaci nedojde a voda získá strukturu skla. Teplota skelného přechodu je mnohem nižší a je obtížně určitelná, leží však v blízkosti 165 K (-108 °C). Skelnou vodu lze ohřát na přibližně 150 K (-123 °C). Krystalický led lze opět pozorovat teprve při teplotách v rozmezí 150 K (-123 °C) až 231 K (-42 °C).
Kapičky podchlazené vody se často vyskytují v mracích typu stratus a cumulus. Pokud přijdou do styku s křídly prolétávajících letadel, přeměňují se okamžitě na krystalický led. (Tím dochází ke snížení vztlakové síly, proto jsou letadla, která by se do této situace mohla dostat, vybavena odmrazovacím systémem.) Stejně tak náledí vznikající v důsledku deště bývá způsobeno podchlazenými kapičkami.

## Příbuzné jevy
Velmi podobným jevem je přesycený roztok, který je také možné považovat za podchlazenou kapalinu. Lze jej připravit opatrným ochlazením nasyceného roztoku látky, u které je velká závislost rozpustnosti na teplotě (například octan sodný nebo dusičnan vápenatý). Při následné krystalizaci se uvolňuje teplo, což se využívá například v termosáčcích.
Protikladem podchlazení je tání pevné látky nad teplotou tání; tento proces je však mnohem vzácnější - pevné látky téměř vždy tají při stejné teplotě pro určitou hodnotu tlaku. Naproti tomu je možné přehřát kapaliny nad teplotu varu, aniž by var nastal.